# Wohnhaus Schnoor 42
Das Wohnhaus Schnoor 42 befindet sich in Bremen, Stadtteil Mitte im  Schnoorviertel, Schnoor 42. Es entstand um 1805. Es beherbergt das Institut für niederdeutsche Sprache.
Das Gebäude steht seit 1973 unter Bremer Denkmalschutz.

## Geschichte
Die ursprüngliche Bevölkerung des Schnoors bestand überwiegend aus Flussfischern und Schiffern. In der Epoche des Klassizismus und des Historismus entstanden von um 1800 bis 1890 die meisten, oft kleinen Gebäude. Im weiteren Verlauf wurde es zum Arme-Leute-Viertel, das in weiten Bereichen verfiel – vor allem nach dem Zweiten Weltkrieg.
1959 wurde von der Stadt ein Ortsstatut zum Schutz der erhaltenswerten Bausubstanz beschlossen. Die Häuser wurden dokumentiert und viele seit den 1970er Jahren unter Denkmalschutz gestellt. Ab den 1960er Jahren fanden mit Unterstützung der Stadt Sanierungen, Lückenschließungen und Umbauten im Schnoor statt.
Das zweigeschossige, verputzte, traufständige Fachwerkhaus mit einem Satteldach wurde um 1805 in der Epoche des Klassizismus gebaut. 1963 erfolgte ein Umbau nach Plänen von Denkmalpfleger und Architekt Karl Dillschneider.

Heute (2018) wird das Haus sowie Haus Schnoor 43 und Haus 41 von dem Institut für niederdeutsche Sprache (INS) genutzt. Der Fortbestand des INS ist aber seit 2017 ungeklärt.
Der niederdeutsche Straßenname Schnoor (Snoor) bedeutet Schnur: Hier stehen die Häuser wie an einer Schnur aufgereiht. Der Name verweist jedoch auf das Schiffshandwerk und die Herstellung von Seilen und Tauen (= Schnur).